# Colón, Nariño
Colón là một khu tự quản thuộc tỉnh Nariño, Colombia. Thủ phủ của khu tự quản Colón đóng tại Génova Khu tự quản Colón có diện tích 82 ki lô mét vuông. Đến thời điểm ngày 28 tháng 5 năm 2005, khu tự quản Colón có dân số 8159 người.